# Westcott (Surrey)
Westcott – wieś w Anglii, w hrabstwie Surrey, w dystrykcie Mole Valley. Leży 36 km na południowy zachód od centrum Londynu. Miejscowość liczy 2142 mieszkańców.